# Fuente de Cibeles
La fuente de Cibeles (más conocida por los madrileños como La Cibeles) es una fuente monumental de la ciudad de Madrid, situada en la plaza del mismo nombre, en la zona centro de la capital española. 
Fue concebida dentro de un plan de remodelación urbana en el siglo XVIII, por iniciativa del rey Carlos III, quien planeaba embellecer la capital del reino según la estética del neoclasicismo. El proyecto incluía una serie de fuentes esculpidas con motivos mitológicos clásicos (Fuente de Neptuno, Fuente de Apolo), un Museo de ciencias naturales (actual Museo del Prado), el Real Jardín Botánico, el ajardinamiento de la zona y otras propuestas que finalmente no se materializaron. Por la belleza y amenidad del lugar una vez concluido, fue conocido entre los madrileños como "Salón del Prado", y se convirtió inmediatamente en uno de los lugares más populares de la ciudad.
La fuente representa a la diosa madre Cibeles, identificada en el panteón griego con Rea, madre de los dioses olímpicos y símbolo de la tierra y la fecundidad, sobre un carro tirado por leones (Atalanta e Hipómenes). La actual plaza se llamó al principio plaza de Madrid y en el año 1900 tomó el nombre plaza de Castelar. En la actualidad está delimitada por los grandes edificios del Palacio de Buenavista (Cuartel General del Ejército), Palacio de Linares (Casa de América), Palacio de Comunicaciones (antes sede de Correos y actualmente de la Alcaldía de Madrid) y Banco de España. Lo curioso es que cada uno de estos monumentos pertenece a un barrio distinto de Madrid.
Los artistas encargados de su ejecución fueron Francisco Gutiérrez (figura de la diosa y el carro), Roberto Michel (los leones) y el adornista Miguel Ximénez, de acuerdo con el diseño de Ventura Rodríguez. La diosa y los leones fueron esculpidos en mármol cárdeno del pueblo de Montesclaros (Toledo), y el resto en piedra de Redueña, localidad enclavada a 53 km al norte de Madrid, cerca de la sierra de La Cabrera.
El estar enclavada en un lugar tan céntrico, su ajetreada historia e incluso tradiciones recientes como ser el lugar de celebraciones deportivas de los triunfos del Real Madrid, ha contribuido a que sea uno de los más conocidos símbolos de Madrid a nivel mundial.

## Historia

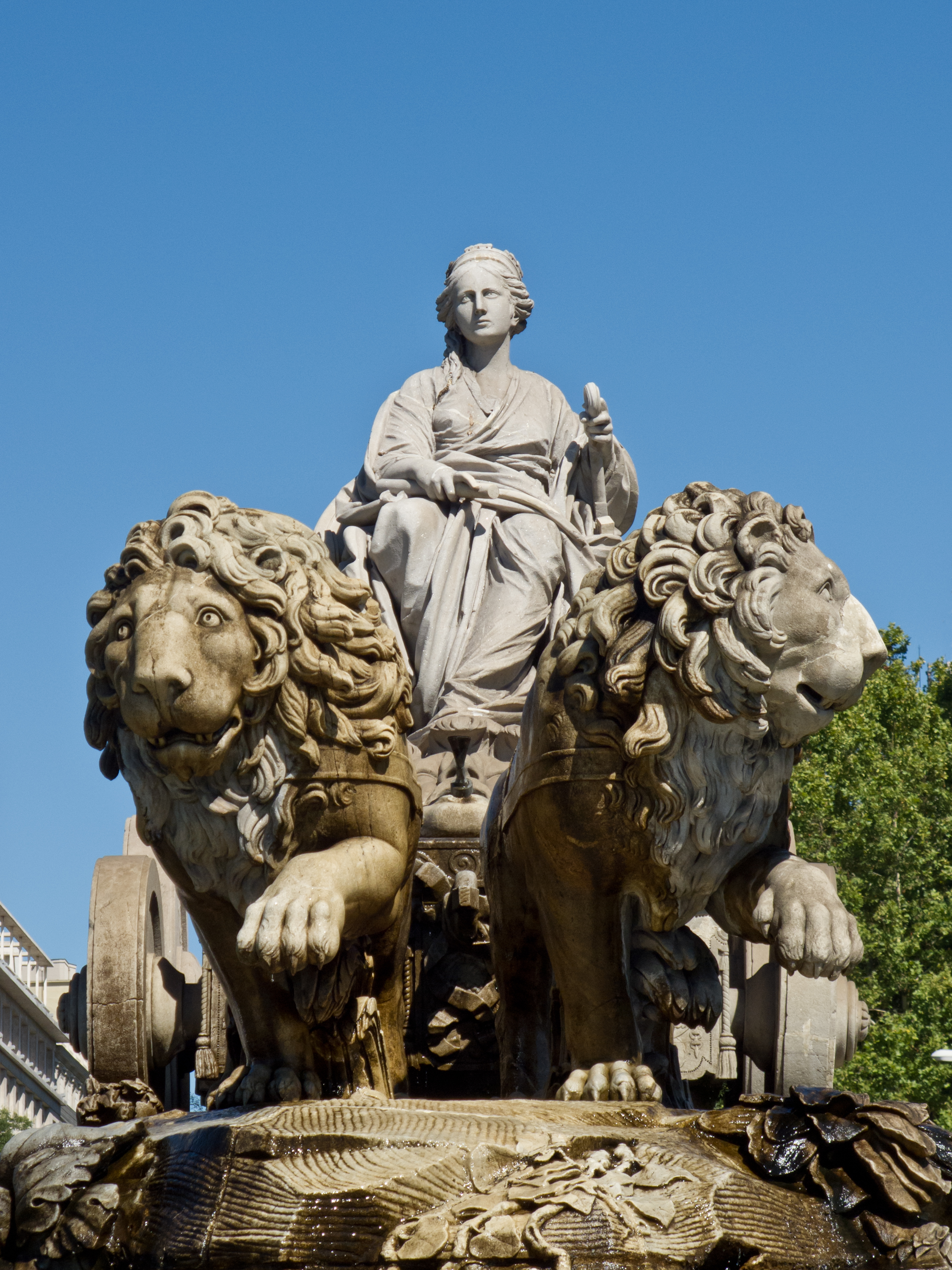
Fuente de Cibeles.

En la segunda mitad del siglo XVIII surge en Europa la Ilustración, un movimiento que incluye renovación ideológica, política y también artística, primando el Neoclasicismo como una revisión de los cánones y de la mitología griega y romana. El rey Carlos III vendrá de Italia fuertemente influenciado por la Ilustración, emprendiendo una serie de reformas urbanísticas en Madrid (alumbrado público, adoquinado de calles, etcétera). Estas reformas de la capital también adquieren una relevancia estética. El objetivo es situar a la capital de España, Madrid, al nivel estético de ciudades europeas como París o San Petersburgo. En este plan de renovación estética se incluyen otros proyectos emblemáticos como la Puerta de Alcalá o la Fuente de Neptuno.

## Construcción
Esta fuente fue recreada por el arquitecto español Ventura Rodríguez que realizó el proyecto entre los años 1777 y 1782. Ventura Rodríguez, Maestro Mayor de la Villa y de sus Fuentes y viajes de agua, diseñó la fuente mediante unos dibujos a lápiz y papel. Quiso compaginar la función ornamental con la práctica, creando una figura infantil con una jarra de la que brotaba un surtidor de agua potable para el uso público. Para la construcción de la fuente fueron empleados unos 10 000 kilos de piedra.
El escultor Francisco Gutiérrez Arribas esculpió la figura de la diosa Cibeles y las ruedas del carro y el francés Roberto Michel esculpió los dos leones. Miguel Jiménez cobró 8.400 reales por labrar las cenefas decorativas del carro. Estos tres artistas trabajaron en equipo.
En 1791 el nuevo Maestro Mayor de Madrid, Juan de Villanueva, propuso disponer en los costados de la fuente dos esculturas de piedra de un dragón y un oso, obra de Alfonso Bergaz hijo, que arrojaban agua por unos caños de bronce insertos en sus bocas. El dragón se destinó para uso público y el oso para que llenasen sus barriles los 50 aguadores que se acabarían asignando a la fuente. En 1862 el dragón y el oso fueron retirados.
Ya en su ubicación actual, poco a poco, al elevarse las rasantes de su entorno por la renovación de la edificación circundante, la gran pila de agua de la fuente ha ido quedando semienterrada.

## Colocación y traslado
Parece ser que en principio esta fuente iba destinada a los Jardines de La Granja de San Ildefonso en Segovia, pero cuando se empezó a remodelar el ancho paseo del Prado, la fuente se colocó frente al Palacio de Buenavista, muy cerca de él, a la entrada del paseo de Recoletos y mirando hacia la otra gran fuente, la de Neptuno. Entre ella y el palacio había unos edificios pequeños donde estaba ubicada la Inspección de Milicias y más tarde la Presidencia del Consejo de Ministros, hasta que en 1780 se incendió todo el grupo. Instalada la fuente en 1782, no funcionó hasta el año 1792.
En febrero de 1895 se trasladó el monumento al centro de la plaza agregando ciertas modificaciones como es la elaboración de un nuevo grupo en la parte posterior y colocación sobre una plataforma de cuatro peldaños a tres metros sobre el suelo, ubicando a la diosa mirando al primer tramo de la calle de Alcalá. Este traslado levantó mucho revuelo y críticas que se vieron reflejadas en la prensa de la época donde se dieron todos los detalles de la polémica entre el Ayuntamiento y la Real Academia de Bellas Artes de San Fernando. Hasta el año 1981 no hubo ninguna restauración.

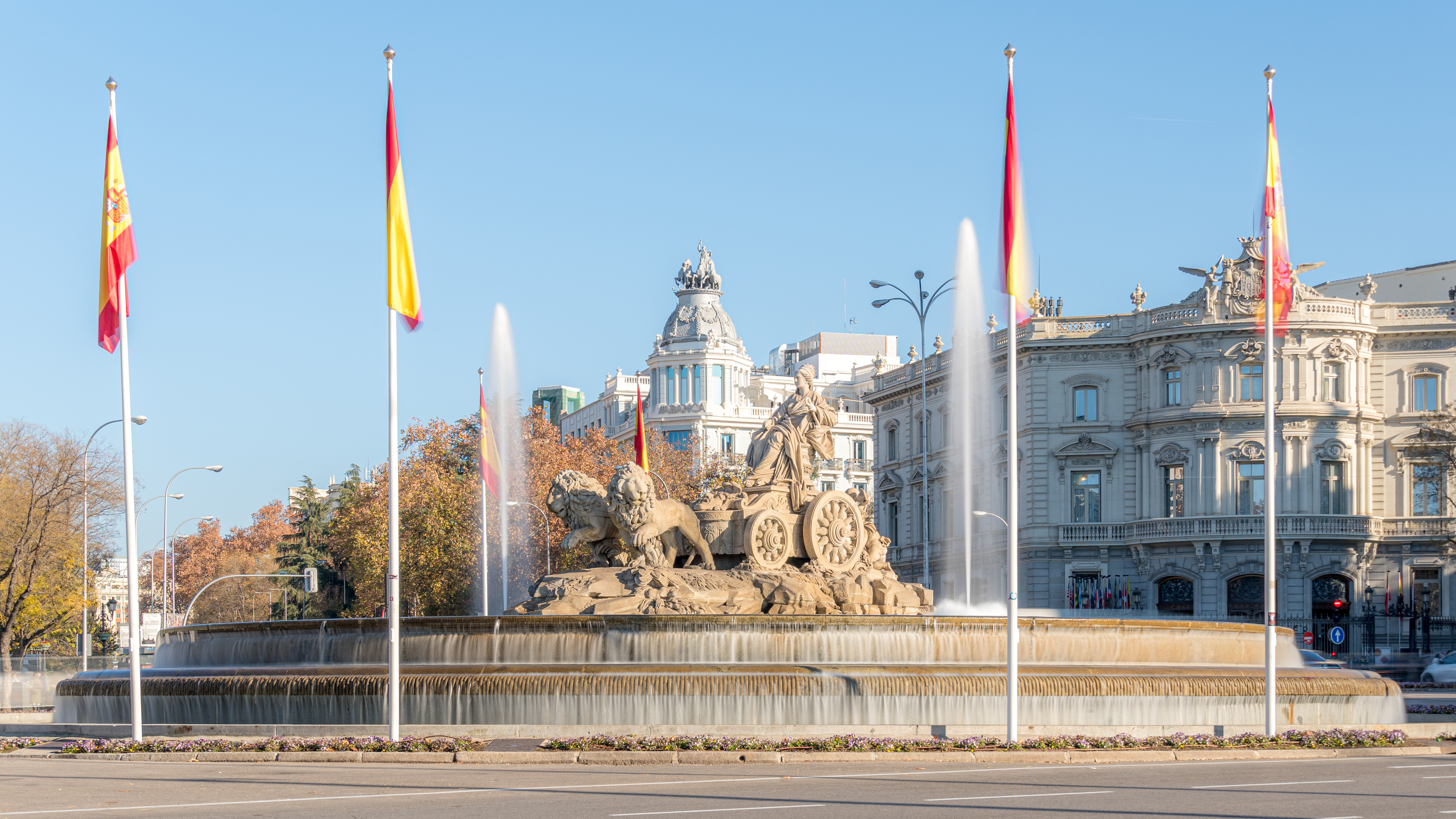
Panorama de la fuente completa, en la intersección de las calles Alcalá, Paseo del Prado y Paseo de Recoletos.

## Descripción
La figura principal es la diosa Cibeles, obra del escultor Francisco Gutiérrez. Está montada en un carro dispuesto sobre una roca que se eleva en medio del pilón. En sus manos lleva un cetro y una llave y en el pedestal.Sobre la cabeza lleva una corona con forma de muralla, se esculpieron: un mascarón que escupía agua por encima de los leones hasta llegar al pilón, y una rana y una culebra que siempre pasan desapercibidas. Dos leones esculpidos por el francés Roberto Michel, tiran del carro. Los leones representan a los personajes mitológicos Hipómenes (o Melanión) y Atalanta, la gran cazadora del grupo de Artemisa. Hipómenes se enamoró de ella y consiguió sus favores con la ayuda de Afrodita y del truco de las manzanas de oro, pero al cometer los amantes sacrilegio cuando se unieron en un templo de Cibeles, Zeus se enfureció y les convirtió en leones condenándoles a tirar eternamente del carro de la gran diosa.

## Uso público e historia de la fuente

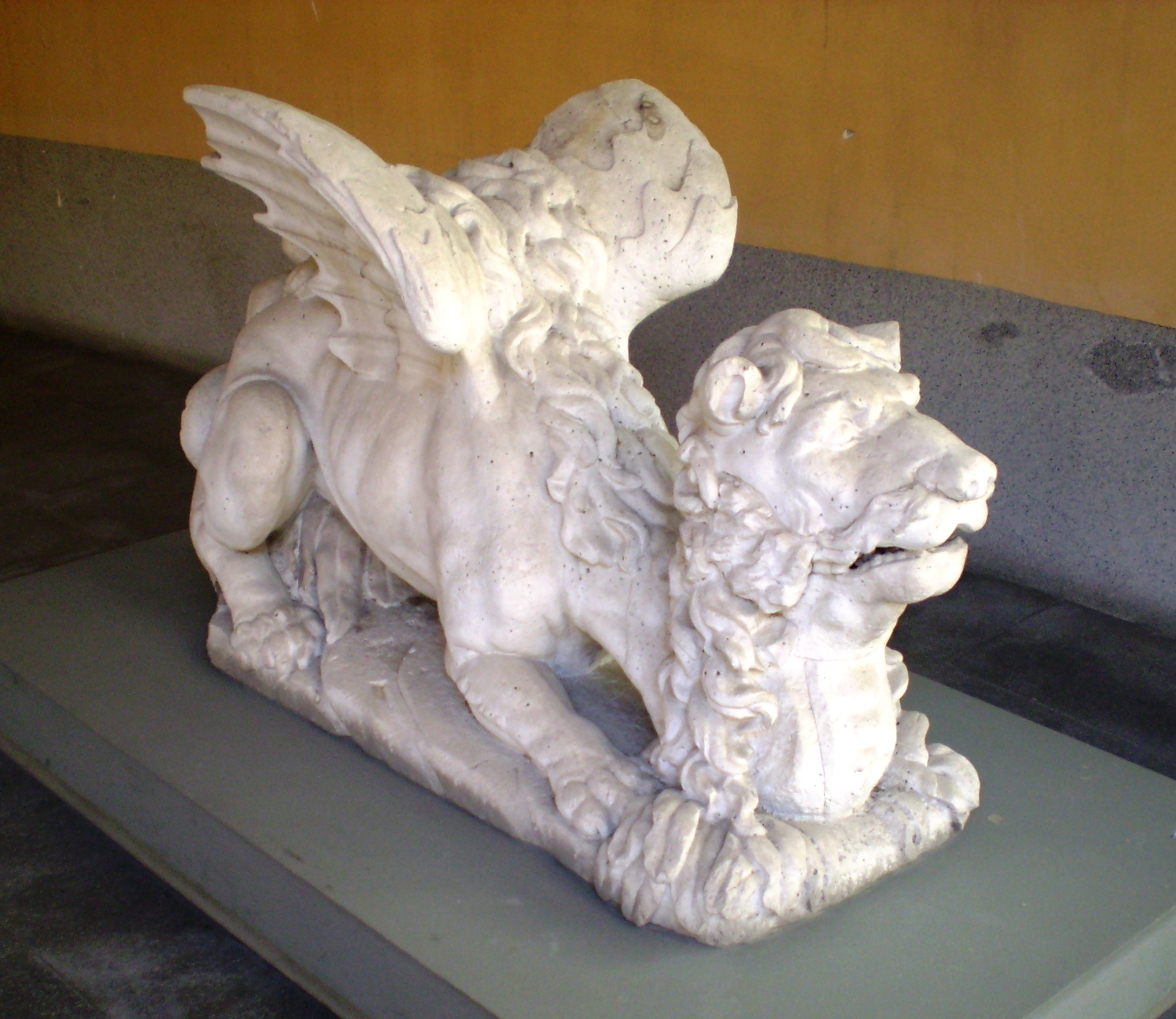
Este grifo, esculpido por Alfonso Bergaz hijo, decoró la fuente hasta finales del. Se conserva en el Museo de los Orígenes, de Madrid.

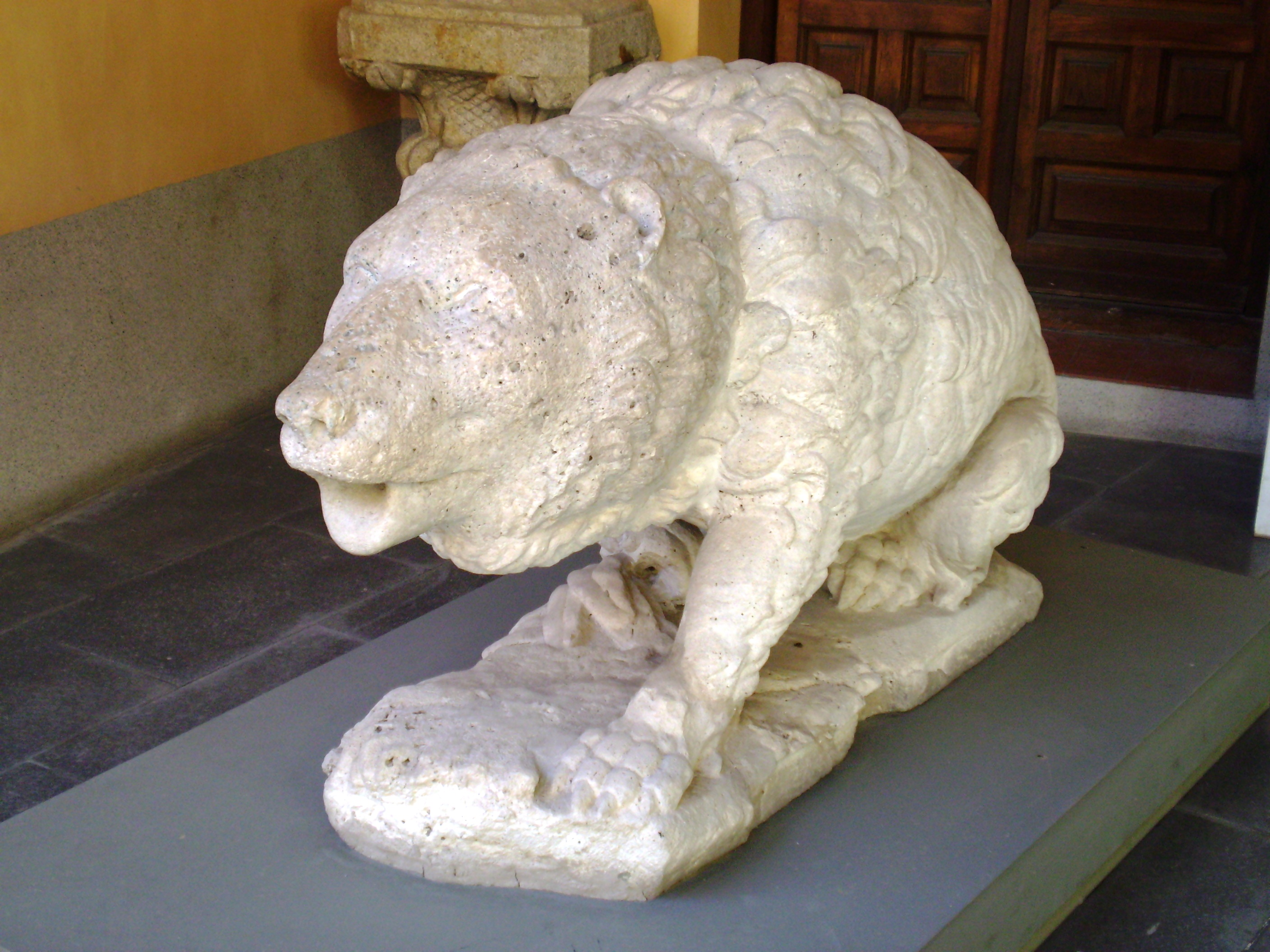
El oso, igualmente retirado de la fuente, también es obra de Alfonso Bergaz hijo. Se exhibe en el Museo de los Orígenes.

La fuente no sólo era un monumento artístico sino que tuvo desde el principio una utilidad para los madrileños. Tenía dos caños que se mantuvieron rústicos hasta 1862. De uno se surtían los aguadores oficiales que solían ser asturianos y gallegos y llevaban el agua hasta las casas y del otro el público de Madrid. En el pilón bebían las caballerías. El agua procedía de un viaje de aguas que, según la tradición, databa de la Edad Media de la época en que Madrid era musulmán. Tenía fama de poseer buenas propiedades curativas de cualquier mal. Los caños eran incómodos y de difícil acceso y estaban situados en el lugar donde hoy saltan los surtidores. Precisamente por eso en el año 1862, el Ayuntamiento decidió cambiarlos por dos figuras artísticas y de diseño simbólico para la villa de las que manaba ampliamente el agua: un oso y un grifo (criatura mitológico mitad águila, mitad león) que además fueron colocadas de manera que se facilitara el acercamiento de la gente.

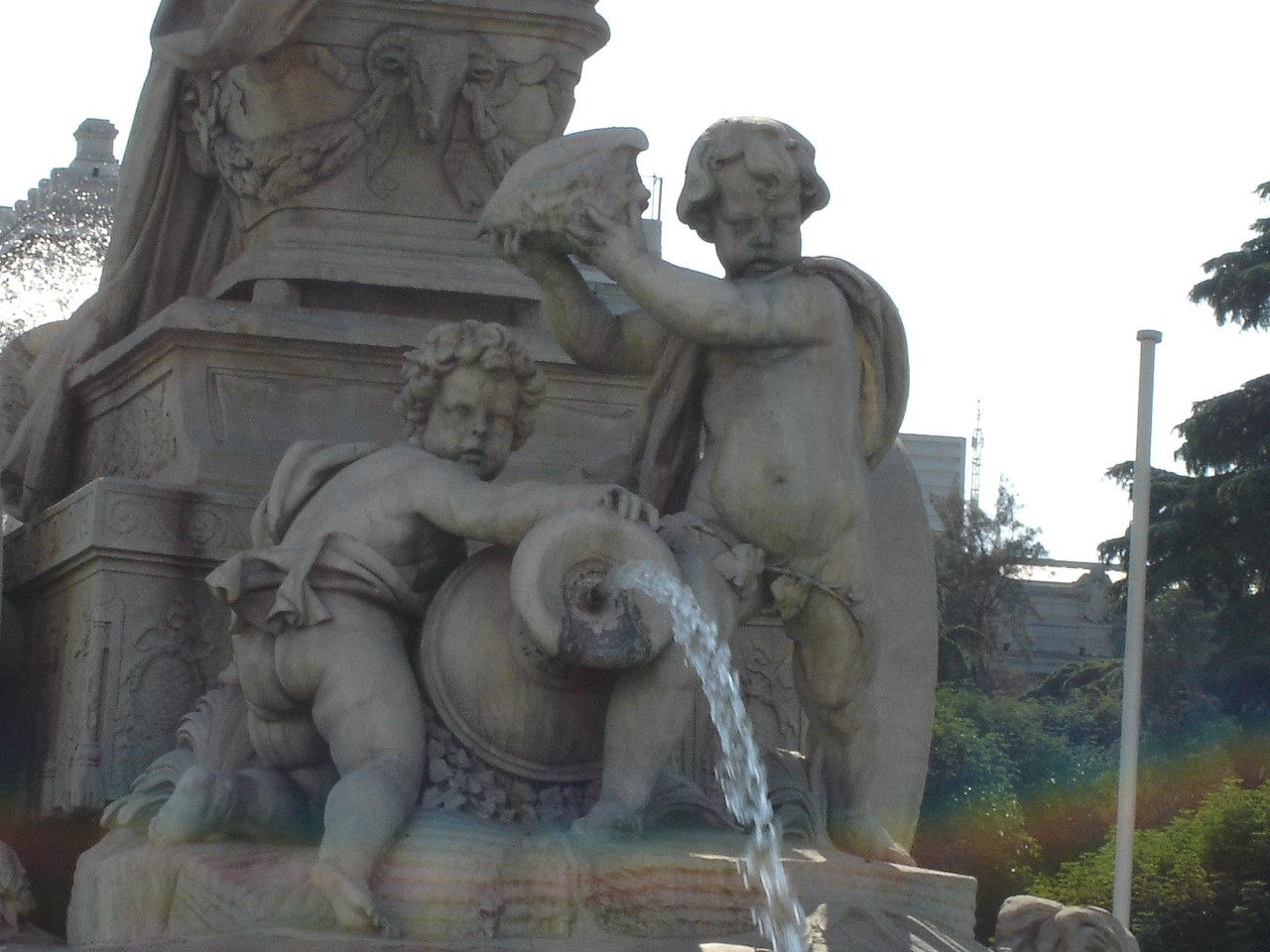
Amorcillos.

En 1895, con el traslado de la fuente al centro de la plaza, y con motivo de las obras pertinentes, se hicieron nuevas remodelaciones. Se colocó el monumento sobre cuatro peldaños y se le rodeó de una verja para evitar en este caso el acceso. La fuente ya no cumplía su cometido porque la mayoría de las casas tenían o empezaban a tener agua corriente, por lo que el añadido del grifo y el oso se quitó, volviendo así al primitivo proyecto de Ventura Rodríguez. El grifo estaba en buenas condiciones así que se guardó en los almacenes de la villa, junto con otras piezas de monumentos varios donde quedó abandonado y olvidado. Cuando a finales del siglo XX se restauró la casa de Cisneros, alguien se acordó del grifo de Cibeles y fue trasladado al jardincillo de este edificio. Por su parte, el oso adornaba uno de los paseos de la Casa de Fieras del Retiro. En la actualidad, tanto el oso como el dragón forman parte de las colecciones del Museo de los Orígenes de Madrid, en cuyo patio renacentista pueden contemplarse, junto a los remates de tritones y nereidas de las Cuatro fuentes del paseo del Prado.
A través de los años, en una nueva remodelación la verja desapareció sin que el Ayuntamiento diera explicación alguna y la gente se olvidó de ella, hasta que a finales del siglo XX, la prensa dio con su paradero por casualidad e informó de ello: se halla en la entrada al recinto de la sede de la banda de cornetas y tambores de la policía municipal que está ubicada cerca del Puente de los Franceses.
Además se añadieron en la trasera dos amorcillos; uno (cuyo autor es Miguel Ángel Trilles) vierte agua de un ánfora, y el otro (su autor es Antonio Parera) sostiene una caracola. Pero con este cambio no se perdió la traída de aguas del viaje antiguo y para suplir la fuente como tal se construyó una fuentecilla con caño en la esquina de la plaza, del lado de Correos. Esta fuentecilla siguió siendo todo un símbolo para el pueblo de Madrid que allí acudía a llenar cántaros, botijos y botellas, como sus antepasados. La fuentecilla dio lugar a que la música le dedicara una canción: "Agua de la fuentecilla, la mejor que bebe Madrid…"
Durante la guerra civil española, el bando republicano, que aún dominaba Madrid, cubrió la fuente de Cibeles con una montaña de sacos terreros y, sobre estos, una estructura enladrillada de forma piramidal, para protegerla contra las bombas y disparos del bando enemigo (que ya habían causado deterioros en su brazo derecho, nariz y en el morro de uno de los leones), gracias a lo cual se evitaron daños mayores en el monumento.
A mediados del siglo XX el agua de la fuente se hizo más artística con el añadido de surtidores y diversos chorros formando cascadas y agregando la iluminación de colorines que hizo las delicias del pueblo madrileño. En el estanque superior hay dos surtidores verticales que alcanzan los 5 m de altura, acompañados de una serie de chorros inclinados que envían el agua desde la diosa hasta la parte externa.
En los años 1994 y 2002, la escultura fue mutilada, siéndole arrancada en ambas ocasiones la mano izquierda; en una de las ocasiones la mano original apareció, pero en la otra no, teniendo que ser sustituida por una nueva de origen moderno.
Algunas crónicas señalan que en caso de que las alarmas de la Cámara del Oro del Banco de España salten por intento de robo, todas las habitaciones de dicha cámara, a 35 metros de profundidad, se inundarían con el agua de La Cibeles, gracias a la canalización de las aguas desde la fuente hasta la citada estancia.
En 2016 la fuente fue objeto de su primera restauración integral, recibiendo un tratamiento de limpieza, consolidación de los tres tipos de piedra que la conforman, sellado de grietas, reintegración del fragmento de la cola de uno de los leones, patinado de antiguas restauraciones descoloridas, y protección final con un tratamiento hidrófugo.[cita requerida]

## Lugar de celebración
Al menos desde 1962, año en el que el Atlético de Madrid se proclamó campeón de la Recopa de Europa, esta fuente fue el emplazamiento en el que de forma espontánea algunos aficionados colchoneros celebraron el título de su equipo. Esto se debía a que por entonces la sede social del club estaba situada en el número 22 de la cercana calle del Barquillo. De hecho, la Cibeles estaba asociada de tal forma al club rojiblanco que figuraba esculpida en el trofeo del torneo celebrado en conmemoración de sus "bodas de oro" de 1953. Sin embargo, esa manera de celebrar los logros deportivos fue más tarde replicada por la afición del Real Madrid C. F. por lo que los seguidores de ambos equipos compartieron el lugar de celebración durante la década de 1970 y comienzos de la década de 1980. La fuente fue abandonada a tales efectos por los colchoneros a finales de la década de 1980 en un contexto de rivalidad en el que los aficionados merengues celebraban en masa sus títulos. La historia de la relación con el Real Madrid se remonta al 18 de junio de 1986, cuando su entonces delantero Emilio Butragueño marcó cuatro goles en un partido de la Copa Mundial de Fútbol de 1986 de México entre las selecciones de España y Dinamarca en la eliminatoria de octavos de final. Este acontecimiento hizo que centenares de personas se concentraran en la citada fuente al grito de Oa, oa, oa, Butragueño a la Moncloa (a los pocos días se iban a celebrar las elecciones generales de ese año). Para 1988 y con la Quinta del Buitre en su apogeo al conquistar el Campeonato Nacional de Liga, la Cibeles se había consolidado así como una seña de identidad madridista. Por ello, los aficionados del Atlético la consideraron demasiado vinculada al club blanco para su gusto, y acabaron desplazando las celebraciones a la cercana Fuente de Neptuno a partir de 1991 con motivo de la conquista de la Copa del Rey.
En un principio, tanto aficionados como jugadores y cuerpo técnico se encaramaban a la fuente en las celebraciones, pero velando por la conservación del monumento, el Ayuntamiento de Madrid restringió el acceso únicamente a los jugadores, pasando posteriormente a colocar una pasarela alrededor de la fuente para prohibirle también el acceso a los futbolistas. Cuando el Real Madrid ganó la Liga 2002/2003, ningún jugador pudo llegar a tocar a la diosa, lo que provocó el enfado de los capitanes con el alcalde. En la celebración de la trigésima Liga (2006/2007), el capitán del Madrid (Raúl) pudo llegar a la escultura desde una grúa y le colocó una bufanda del equipo. Para los festejos de la temporada 2007/2008, el Ayuntamiento instaló una pasarela para que Raúl pudiera acceder a la diosa con menos dificultades que el año anterior. Esto sucedió una vez más en la madrugada del 21 de abril de 2011, después de que el Real Madrid se convirtiera en campeón de la Copa del Rey el día anterior, el 20 de abril de 2011, tras ganar la final. En esta ocasión, el capitán Iker Casillas le colocó en el cuello una bandera de España con el nombre del Real Madrid y una bufanda del equipo para terminar besando a la diosa. El 3 de mayo de 2012 se le colocó una bandera y una bufanda madridista por haber ganado la liga de 2011-2012. Y la noche del 25 de mayo de 2014, Casillas volvió a colocar la bandera con motivo de la celebración de la décima copa de Europa ganada por el Real Madrid.

## Réplicas
- En la plaza de Cibeles, avenida Oaxaca, en la Ciudad de México, se encuentra una réplica exacta de la fuente madrileña. Fue donada por la comunidad de residentes españoles en México como símbolo de hermanamiento entre ambas metrópolis. Fue inaugurada el 5 de septiembre de 1980 por el alcalde de Madrid por aquel entonces, Enrique Tierno Galván.[4]
- Hay una segunda reproducción exacta de la estatua de la Cibeles de Madrid. Está situada en la plaza Presidencial de una zona residencial de Pekín.[18]
- El cercano municipio de Getafe cuenta con la fuente de La Cibelina. Aunque originariamente no guardaba excesiva similitud, más allá del nombre, una reforma inaugurada en 2007 incluyó una nueva base para la estatua original para asemejarla a la fuente de la capital,[19] de modo que por analogía pudieran celebrar allí los aficionados del Getafe C.F. los éxitos del equipo.[20]

## Galería de imágenes

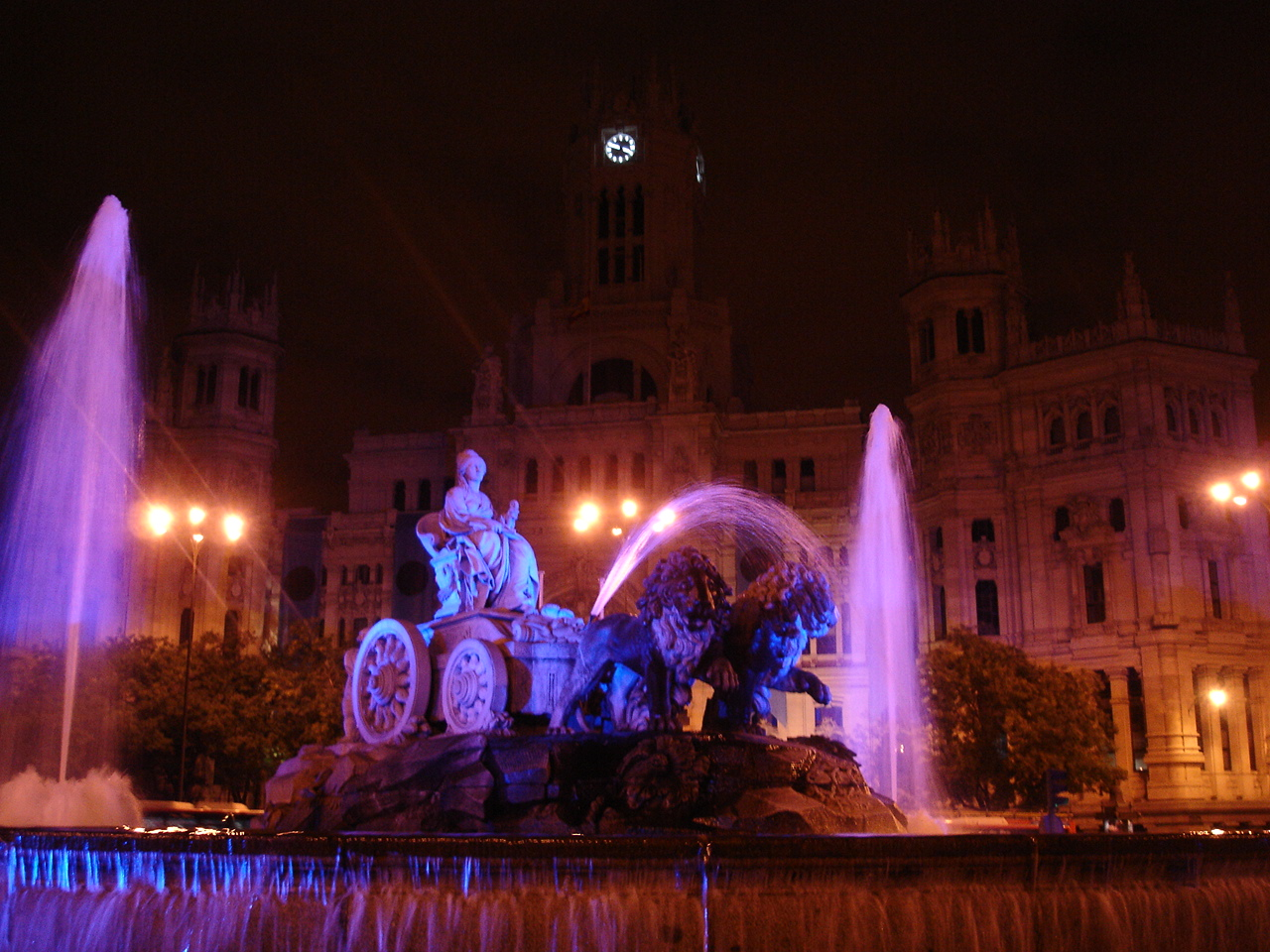
La Fuente de Cibeles con el Palacio de Comunicaciones detrás, iconos de Madrid, aquí iluminados por la noche.
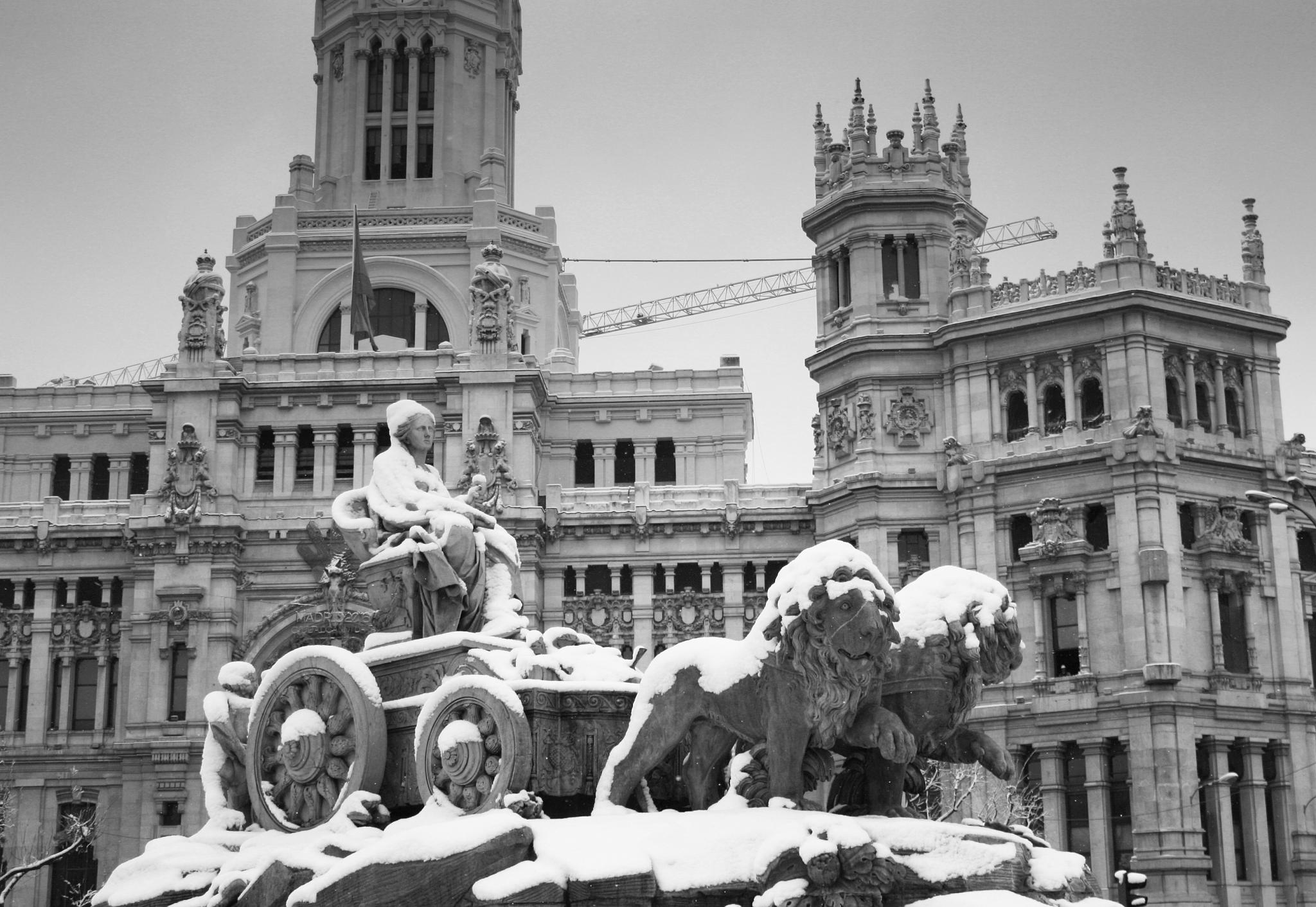
Fuente de Cibeles en invierno.
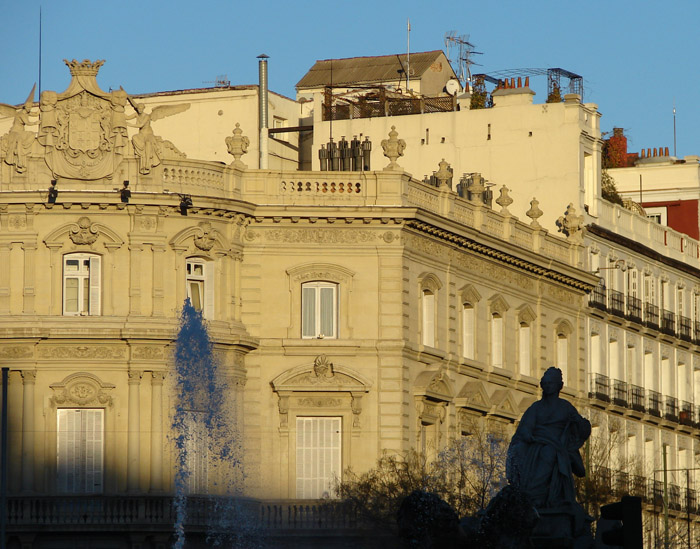
Fuente de Cibeles al atardecer.
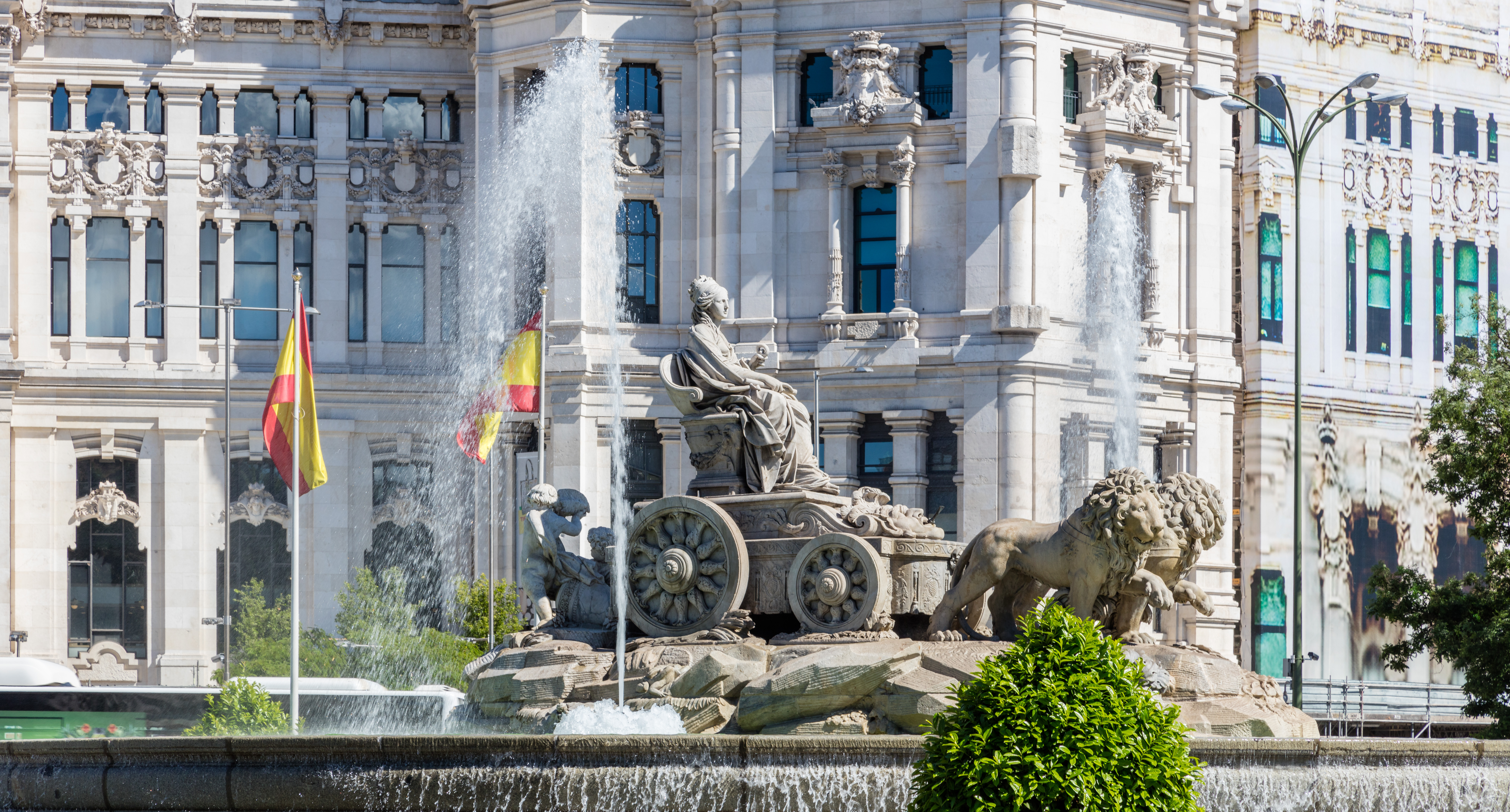
Vista por la tarde.